# Șotânga
Șotânga là một xã thuộc hạt Dâmbovița, România. Dân số thời điểm năm 2002 là 7023 người.